# Ihor Kalynets
Ihor Myronovytch Kalynets (en ukrainien : Ігор Миронович Калинець), né le 9 juillet 1939 à Khodoriv dans la voïvodie de Lwów (Pologne) et mort le 28 juin 2025 à Lviv, est un poète ukrainien et dissident soviétique.
Il est lauréat du prix national Taras-Chevtchenko pour le livre Treize Analogies en 1992. Son épouse est la poétesse et écrivaine ukrainienne Iryna Kalynets.

## Biographie
Ihor Kalynets naît à Khodoriv. Il est le fils d'un agronome, et ses parents s'appliquent à respecter les traditions culturelles de l'Ukraine. Dans son enfance, Kalynets a lu de la littérature interdite en ukrainien et observé la déportation de masse des Ukrainiens par les communistes. Ihor Kalynets a reçu un diplôme de l'université de Lviv en 1961. Il a commencé à écrire dans les années 1950 et son premier recueil de poèmes a été édité en 1966. En raison de la censure, le reste de son travail a été édité à l'Ouest en ukrainien. Il est l'ami des poètes Ivan Dratch et Ivan Dziouba.

### Arrestation
Ihor Kalynets étant « un nationaliste bourgeois ukrainien » qui s'était opposé aux politiques de russification et à l’anarchie soviétique générale, il a été condamné à neuf ans de camp de travail et à l'exil[réf. incomplète]. Son épouse a été arrêtée en janvier 1972. Ihor Kalynets a refusé de coopérer avec le KGB et a commencé à se comporter d'une façon provocante. En mars 1971, le 24e congrès du Parti communiste d'Ukraine dénonce la poésie de Kalynets comme « répréhensible », d’autant plus qu'il a autorisé la publication de ses œuvres à l'Ouest. Kalynets est alors accusé au motif qu’il « lance un appel voilé à la lutte contre le gouvernement soviétique », « réclame une renaissance de l'Église uniate », « présente secrètement l'idée que les Ukrainiens sont opprimés par le gouvernement soviétique » et « articule une idéologie nationaliste avec la nostalgie pour le passé et pour un état indépendant ». Accusé d'activités anti-soviétiques, il est arrêté le 11 août 1972 et condamné le 15 novembre à six ans de camp de travail et à trois ans d'exil par une cour siégeant à huis clos. La sentence a été exécutée au camp politique de Perm. En prison, il a participé au mouvement de résistance. Il a été impliqué dans des grèves de faim, des appels écrits et dans l'écriture de chroniques de la vie dans les camps.

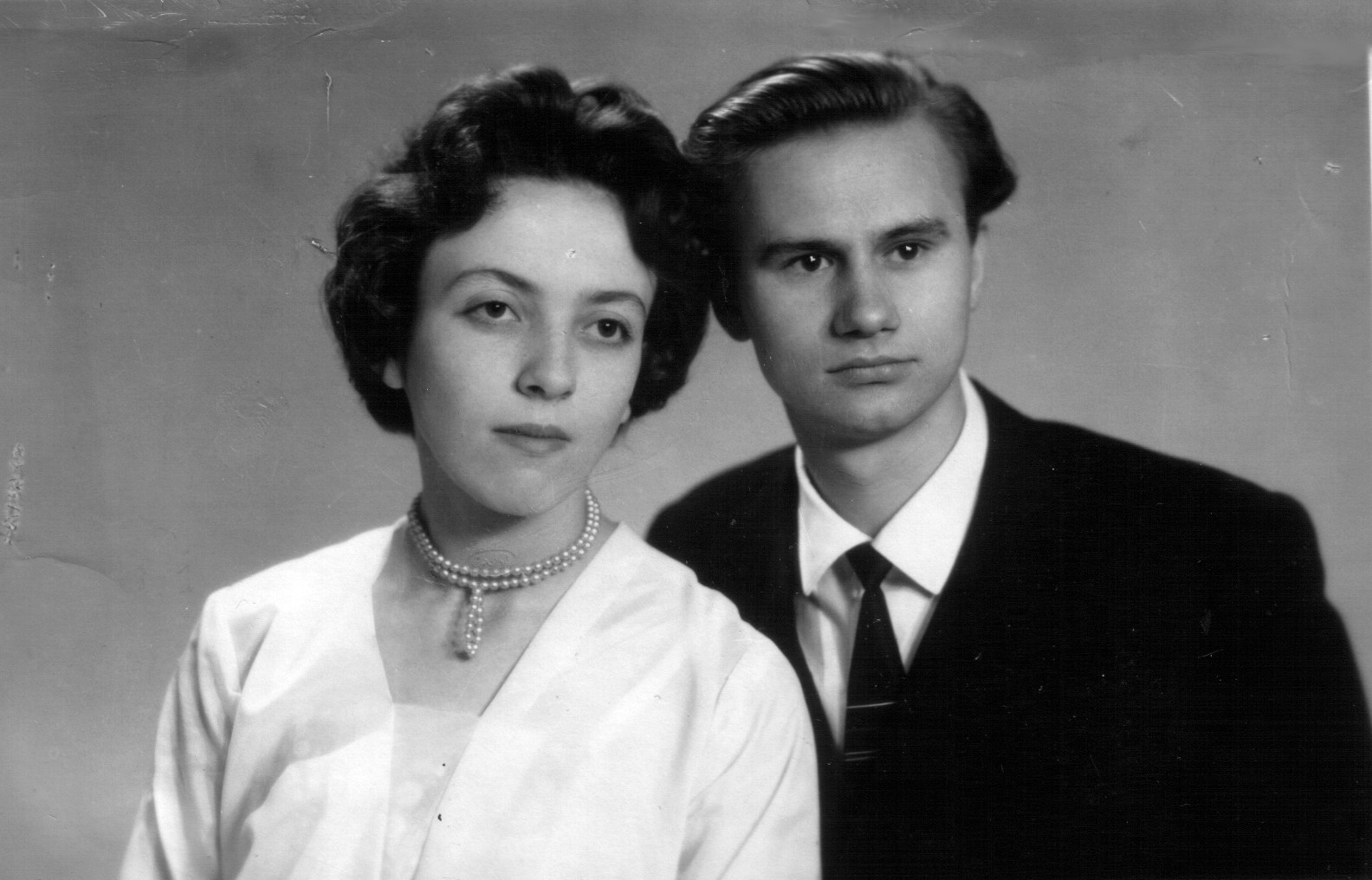
Iryna et Ihor Kalynets en 1961.

Il a été marié à Iryna Kalynets qui s'est activement opposée à la suppression des Églises catholiques orientales et fut professeur de langue ukrainienne et de littérature à l'université nationale polytechnique de Lviv. Elle a également passé six ans dans un camp de travail pénitentiaire.

## Écriture
Un des thèmes principaux de la poésie d'Ihor Kalynets est la glorification culturelle. Son écriture fait un large emploi d'un vocabulaire contenant des références à la culture. Son travail reflète sa fierté de la culture ukrainienne, de l’héritage de l'antique paganisme et des débuts du christianisme dans son pays. Dans son œuvre la plus célèbre, Le Feu de Kupalo (1966), Ihor Kalynets relie le folklore et les traditions antiques du pays à la vie moderne soviétique. La plupart de ses œuvres ne contiennent pas de critiques politiques ouvertes, mais plutôt une muette dénonciation. Ihor Kalynets a été fortement influencé par Bohdan-Ihor Antonytch et lui a consacré quelques-uns de ses poèmes. Il a également consacré certaines de ses poésies à diverses figures emblématiques de la culture ukrainienne, parmi lesquelles Taras Chevtchenko, le réalisateur de film Alexandre Dovjenko et le compositeur Stanislav Ludkevitch (en) (1879-1979), entre d'autres. Il a refusé de consacrer le moindre poème aux dirigeants soviétiques, rompant ainsi avec l'attitude habituelle des poètes à l'époque.

## Distinctions et prix
En 1992, Ihor Kalynets reçoit le prix Vassyl-Stous et le prix national Taras-Chevtchenko, qui est la récompense la plus prestigieuse pour l'accomplissement littéraire en Ukraine. Cependant, en raison de la censure soviétique et du fait que la plupart de ses poésies ont été édités dans l'ouest ukrainien, ses travaux ne sont pas largement lus en Ukraine
En 2009, il est récipiendaire de l'ordre de la Liberté ukrainien.

## Recueils poétiques
- Le Feu de Kupalo, 1966
- Poésie d'Ukraine, 1970
- Résumer le silence, 1971
- Le Couronnement d’un épouvantail, 1972, traduit en allemand en 1975
- La Muse réveillée, 1991